# Joachim Ehrig
Joachim Ehrig (n. 21 februarie 1947, Heidelberg, Germania sub ocupație aliată) este un canotor ce a reprezentat Germania, medaliat olimpic. A participat la o ediție a Jocurilor Olimpice (1972) în care a câștigat o medalie de bronz.

## Participări
Lista de mai jos prezintă principalele competiții la care a participat Joachim Ehrig de-a lungul carierei.
- rowing at the 1972 Summer Olympics – men's coxless four[*][4]